# (1999) Hirayama
(1999) Hirayama (designació provisional 1935 GF, 1940 EH, 1951 EY1, 1951 FA, 1965 UF, 1969 NB, 1973 DR i 1975 NE) és un asteroide que forma part del cinturó d'asteroides descobert per Luboš Kohoutek el 27 de febrer de 1973 des de l'Observatori d'Hamburg-Bergedorf (Bergedorf, Alemanya). El seu epònim és Kiyotsugu Hirayama (ésser humà).

## Característiques orbitals
(1999) Hirayama orbita a una distància mitjana de 3,116 ua del Sol, podent apropar-se fins a 2,759 ua. La seva inclinació orbital és 12,53° i l'excentricitat 0,1143. Triga 2.009 dies a completar una òrbita al voltant del Sol.
}